# 亚洲石梓
亚洲石梓（学名：Gmelina asiatica），为马鞭草科石梓属下的一个植物种。